# 紀元前418年
紀元前418年（きげんぜん418ねん）は、ローマ暦の年である。
当時は、「フィデナス、アクシラ、ムギラヌスが護民官に就任した年」として知られていた（もしくは、それほど使われてはいないが、ローマ建国紀元336年）。紀年法として西暦（キリスト紀元）がヨーロッパで広く普及した中世時代初期以降、この年は紀元前418年と表記されるのが一般的となった。

## 他の紀年法
- 干支 : 癸亥
- 日本
  - 皇紀243年
  - 孝昭天皇58年
- 中国
  - 周 - 威烈王8年
  - 秦 - 霊公7年
  - 晋 - 幽公16年
  - 楚 - 簡王14年
  - 斉 - 宣公38年
  - 燕 - 閔公21年
  - 趙 - 献侯6年
  - 魏 - 文侯28年
  - 韓 - 武子7年
- 朝鮮
  - 檀紀1916年
- ベトナム :
- 仏滅紀元 : 127年
- ユダヤ暦 : 3343年 - 3344年

## できごと

### ギリシア
- スパルタ王アギス2世は、アルゴスとの戦いで有利な状況であったにもかかわらず休戦に応じたことを告発され、家を壊された上で、1万ドラクマの罰金を課されそうになったが、将来、より大きな成果を勝ち取ると約束して難を逃れた。
- マンティネイアの戦い (紀元前418年)は、両軍がそれぞれ1万人の兵力を動員し、ペロポネソス戦争最大の地上戦となった。アギス2世率いるスパルタ軍は、アルキビアデスの勧めによってスパルタ王アギス2世との条約を破ったアルゴスと、その同盟者であったアテナイ、エーリス、マンティネイア (Mantineia) に対して、大勝利を収めた。アギス2世の大勝利は、直前の休戦をめぐるスパルタ市民の憤りを埋め合わせた。アテナイ軍の司令官であった将軍ラケスは、この戦いで討ち死にした。
- スパルタの勝利に影響を受けたアルゴスの住民たちは、統治形態を民主政から寡頭政へ変更し、アテナイへの支援をやめて、スパルタと同盟を結んだ。アルゴスの同盟者の多くが、同じようにスパルタ側についた。アテナイは、いよいよ孤立化の度を深めた。
- アルキビアデスは、アテナイ市民にシュラクサイ（シラクサ）を征服して、シケリア（シチリア）とカルタゴを服従させ、スパルタとの戦争を終わらせることができるだけの加勢を得よう，と訴えかけた。アルキビアデスの大胆な攻撃的計画は、アテナイ市民たちの支持を獲得した。

## 誕生
- テーバイのエパメイノンダス - テーバイの将軍、政治家（紀元前362年没）
- イピクラテス - アテナイの将軍（おおよその年代）（紀元前353年ころ没）

## 死去
- ラケス - アテナイの貴族で将軍（おおよその年代）（紀元前475年ころ生）